# Acaena × subovalifolia
Acaena × subovalifolia é uma espécie híbrida de rosácea do gênero Acaena, pertencente à família Rosaceae.